# Eutiner Windmühle

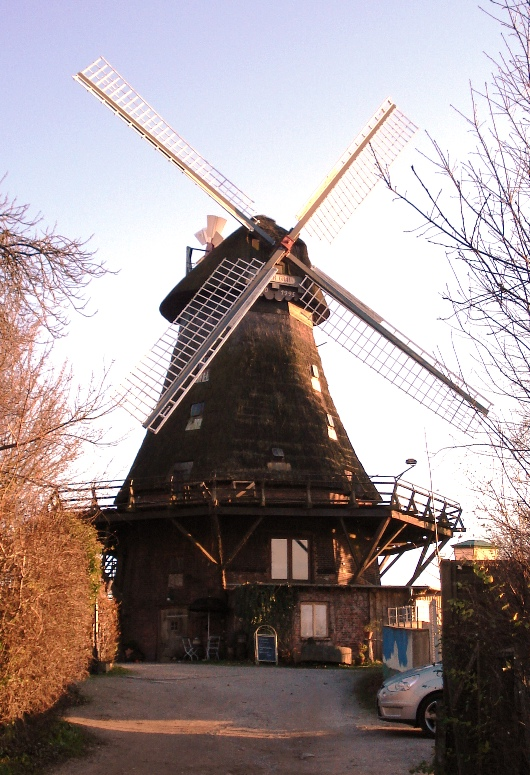
Die alte Eutiner Windmühle – (Ol) Moder Grau

Die alte Eutiner Windmühle (als (ndt.) (Ol) Moder Grau bezeichnet) ist eine alte Windmühle in Eutin im Kreis Ostholstein in Schleswig-Holstein. Aufgrund ihrer erhöhten Lage ist sie eines der charakteristischen Gebäude in Eutin.
Es handelt sich um eine fünfstöckige Galerieholländermühle die ein aus rotem Backstein errichteten oktogonalen Unterbau (Turm) und ein reetgedecktes Dach hat. Die Flügel haben eine Länge von etwa 22 Metern.
Die Mühle ließ der Müller Hass 1850 durch den Mühlenbauer Carl Friedrich Trahn (1806–1888) errichten.
1995 erhielt die Mühle – mit Unterstützung durch den Heimatverband Eutin und die Bürgergemeinschaft Eutin – ein neues Flügelkreuz.
Die Eutiner Windmühle wurde bis Ende März 2023 als Gaststätte genutzt.